# Parrilla de Jerez
Manuel Fernández Molina, conocido artísticamente como Parrilla de Jerez, fue un guitarrista nacido en Jerez de la Frontera,  Cádiz en 1945 y fallecido en la misma localidad el 6 de junio de 2009.

## Inicios

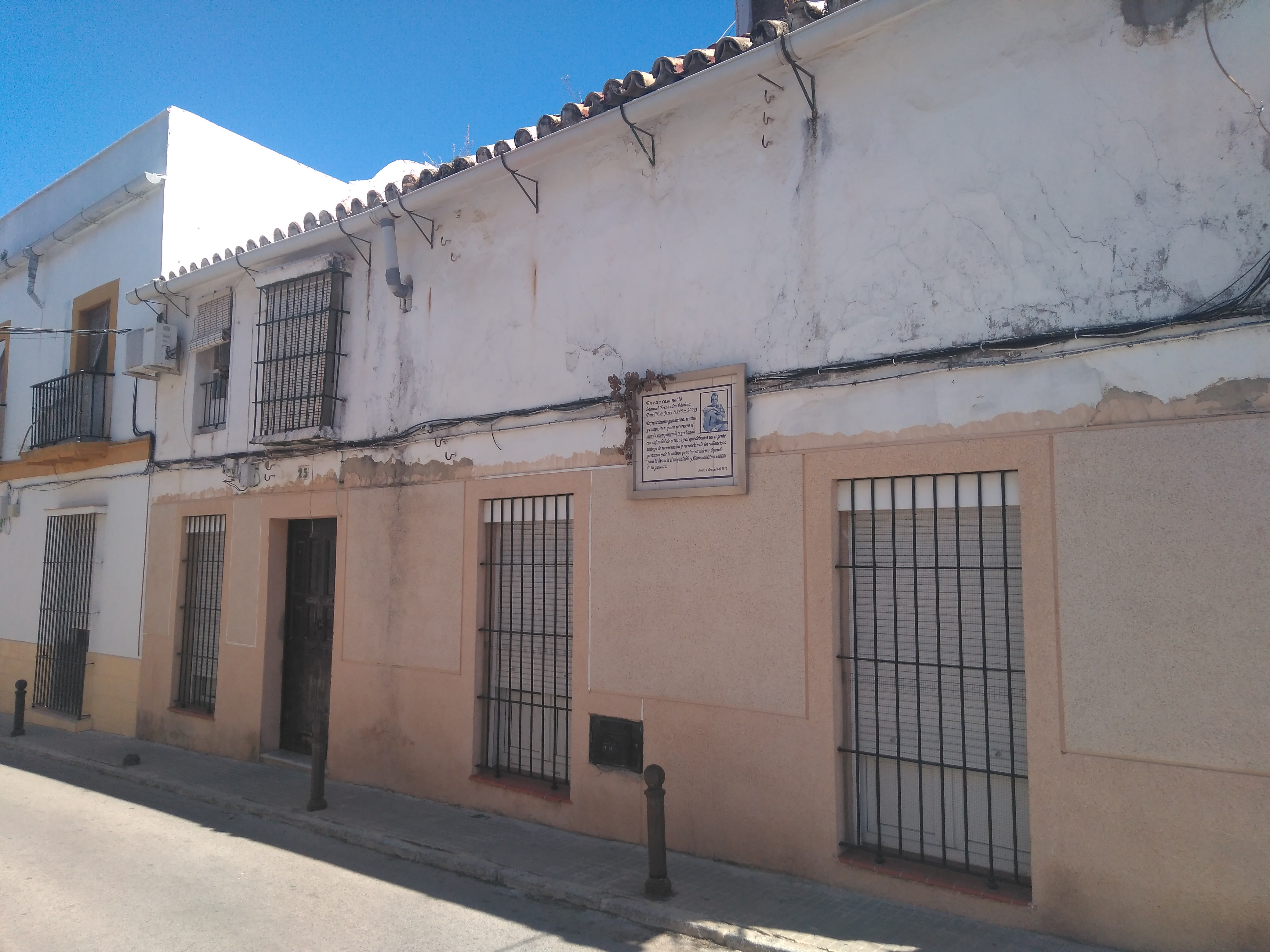
Casa natal

Devoto del Cristo de la Expiración y Virgen del Valle Coronada de Jerez de la Frontera.
Comenzó en el mundo del flamenco bajo la batuta de su propio padre, Manuel Fernández Moreno, Tío Parrilla y de Rafael del Águila, se inició a los doce años en el toque flamenco de la escuela jerezana. Un año después, comenzó su carrera profesional. Una de sus primeras apariciones en público fue en la Feria de Sevilla de 1959. Acompañó en aquellos primeros años a su hermana Ana Parrilla, bailaora, y, seguidamente, a maestros del cante de Jerez como Tío Borrico, Terremoto de Jerez o El Sordera.

## Tocando para otros
Tocó en varios tablaos como la Cueva del Pájaro Azul, de Cádiz; La gaditana, de Ibiza; o Los Canasteros, de Madrid, se incorporó a El Duende, tablao madrileño propiedad de Pastora Imperio y Gitanillo de Triana, tocándole a  Terremoto, Sernita y La Perla de Cádiz. Posteriormente, se incorporó a los elencos de artistas como Lola Flores o La Paquera de Jerez, cantaora a la que acompañó durante más de treinta años. Curro Malena, Enrique Morente, Manuel Agujetas, Antonio Mairena, El Chocolate, Calixto Sánchez, Naranjito de Triana, Luis de Córdoba, El Perro de Paterna, Pansequito o La Macanita son sólo algunos de los cantaores para los que ha tocado no sólo en directo, sino también en grabaciones discográficas.

## Solista
Como solista, Parrilla de Jerez registró cuatro trabajos, entre ellos, ‘Nostalgia’  y ‘Jondura’. Su trayectoria profesional, que también recoge una interesante labor de rescate del folclore navideño jerezano y la composición de la marcha procesional ‘Virgen de la Piedad’, tiene el reconocimiento de la Cátedra de Flamencología de Jerez, que le otorgó en 1973 el Premio Nacional de Guitarra. La ya popular vueltecita por bulerías de Parrilla era habitualmente requerida tanto por el público, como por los cantaores para los que tocaba.

## Reconocimientos

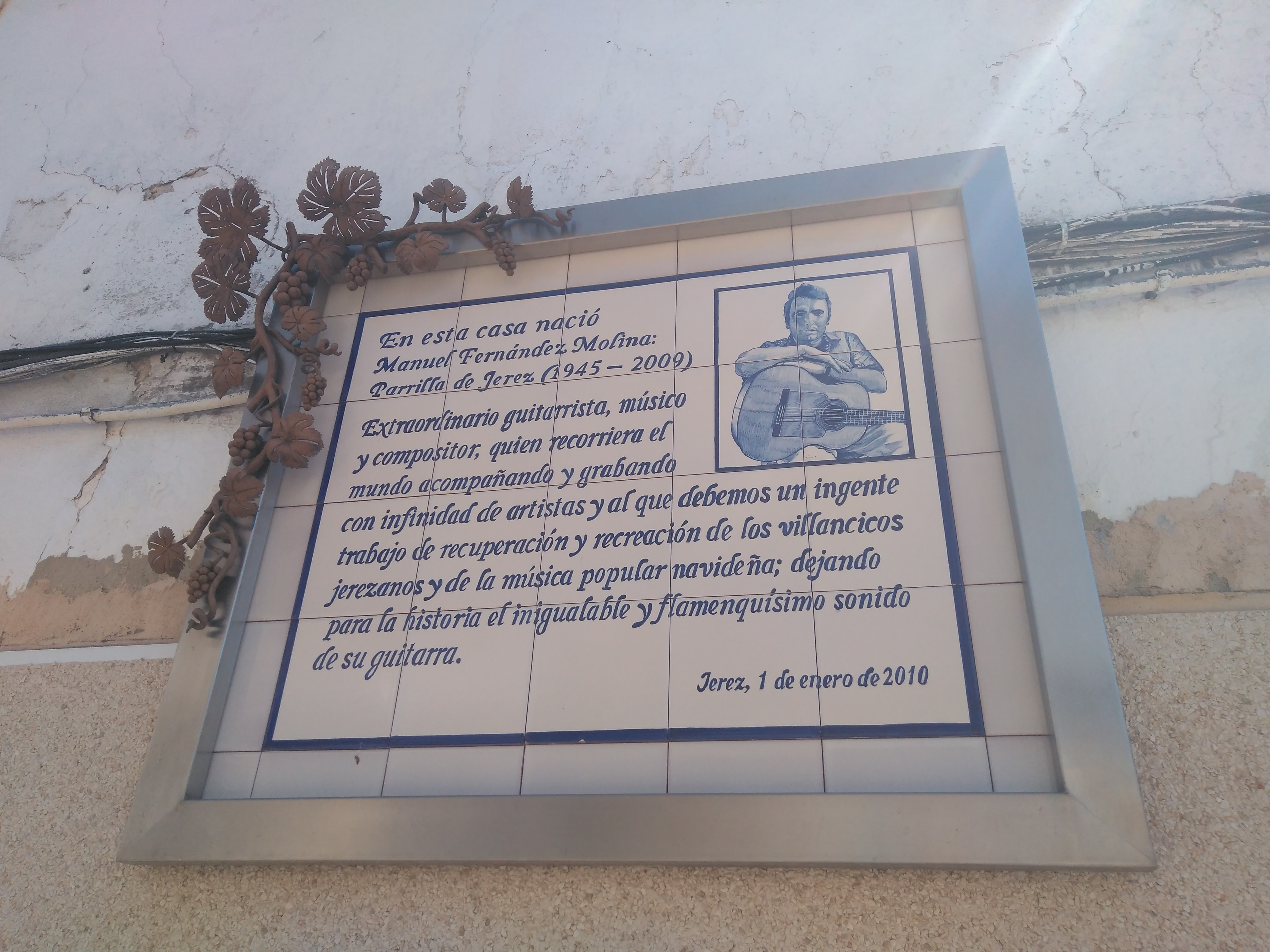
Placa en su memoria

En 2014 se decide colocar una estatua a su memoria en su ciudad natal, aunque en 2021 sigue sin realizarse.